# William Lilly
William Lilly (Diseworth, 11. svibnja 1602. – Hersham, 9. lipnja 1681.), engleski medicina i astrolog. Veliku kontroverzu i pozornost javnosti privukao je 1666. nakon velikog požara u Londonu koji je, navodno, prorekao četrnaest godina ranije. Zbog toga se sumnjalo da je on sam podmetnuo požar, ali to nikada nije dokazano.

## Životopis
Rodio se u selu Diseworthu u Leicestershireu, u skromnoj obitelji seoskog maloposjednika. Unatoč tome, primio je dobro temeljno obrazovanje, te je naučio latinski, grčki i malo hebrejskog.
Poslije majčine smrti, otac ga je protjerao s imanja. Lily je tada otputovao u London, gdje je primljen u sedmogodišnju službu kod Gilberta Wrighta, istaknutog trgovca solju i višeg sluge sir Johna Puckeringa, čuvara velikog pečata i kraljičinog miljenika.
Nakon Wrightove smrti, oženio se 8. rujna 1627. godine njegovom udovicom, Ellenom Whitehaire s kojom je u braku proveo šest godina. U to je vrijeme započeo privatnio studij medicine, a ujedno je nastavio i klasični studij.
Astrologijom se počeo baviti 1632. godine, kada je upoznao astrologa Johna Evansa koji ga je podučio toj vještini. Od njega je naučio izraditi i protumačiti natalnu kartu, odgovarati na horarna pitanja i elekcije, protumačiti solarni povratak, horoskope ingresija, kao i važnost oštroumne procjene u ispravnom tumačenju horoskopa. S vremenom je stekao brojnu klijentelu, od običnih ljudi do plemića, a privukao je i pozornost i prijateljstvo brojnih moćnih ljudi koji su dolazili kod njega radi astrološkog ili medicinskog razloga.
Godine 1642., za vrijeme građanskog rata, povezao se s parlamentarnim snagama. Njegova su predviđanja često korištana kao propaganda protiv rojalista. Također, bio je savjetnik Cromwellova generala Thomasa Fairfaxa, te se istaknuo uspješnim astrološkim predviđanjima ishoda bitaka. Nakon restauracije bio je često ispitivan kao pristaša parlamentarnih snaga, ali uspio je izbjeći optužbe. Nadalje, jer je još 1648. godine predvidio veliki požar u Londonu koji se dogodio 1666., bio je osumnjičen, ali kako nije bilo dokaza da ga je on podmetnuo, pušten je na slobodu. Nakon toga, povukao se u Hersham u Surreyu, gdje je obavljao liječničku praksu i dužnost čuvara župne crkve sv. Marije. Bio je prijatelj Eliasa Ashmolea.

## Djela
- Merlinus Anglicus Junior, 1644.
- Proročanski vidovnjak Engleske, 1644.
- Christian Astrology (Kršćanska astrologija), 1647.
- Astrološko predviđanje, 1648.